# 2006年环法自行车赛
2006年環法單車賽（Tour de France 2006）於2006年7月1日至7月23日舉行。共有20支車隊派出的176名選手參加。開幕戰是在法國阿爾薩斯地區首府斯特拉斯堡的7.1公里個人計時賽。這次比賽是在2005年10月27日宣布的。整個賽程呈順時針，包括20站共3639公里。基於地理原因，取消了團體計時賽項目。全程有5個山地賽段，經過阿爾卑斯山脈和庇里牛斯山脈，最高海拔2645米。

## 外部連結
- 2006年環法單車賽官方網站
- 2006年環法單車賽（中文）
- 新浪環法專題（页面存档备份，存于）
- 更多相關連結